# کنار صندل (جیرفت)
کنارصندل، روستایی از توابع بخش اسماعیلی شهرستان جیرفت در استان کرمان ایران است.

## جمعیت
این روستا در دهستان حسین‌آباد (جیرفت) قرار دارد و براساس سرشماری مرکز آمار ایران در سال ۱۳۸۵، جمعیت آن ۱٬۰۴۴ نفر (۲۰۹خانوار) بوده‌است.